# Atari 2600

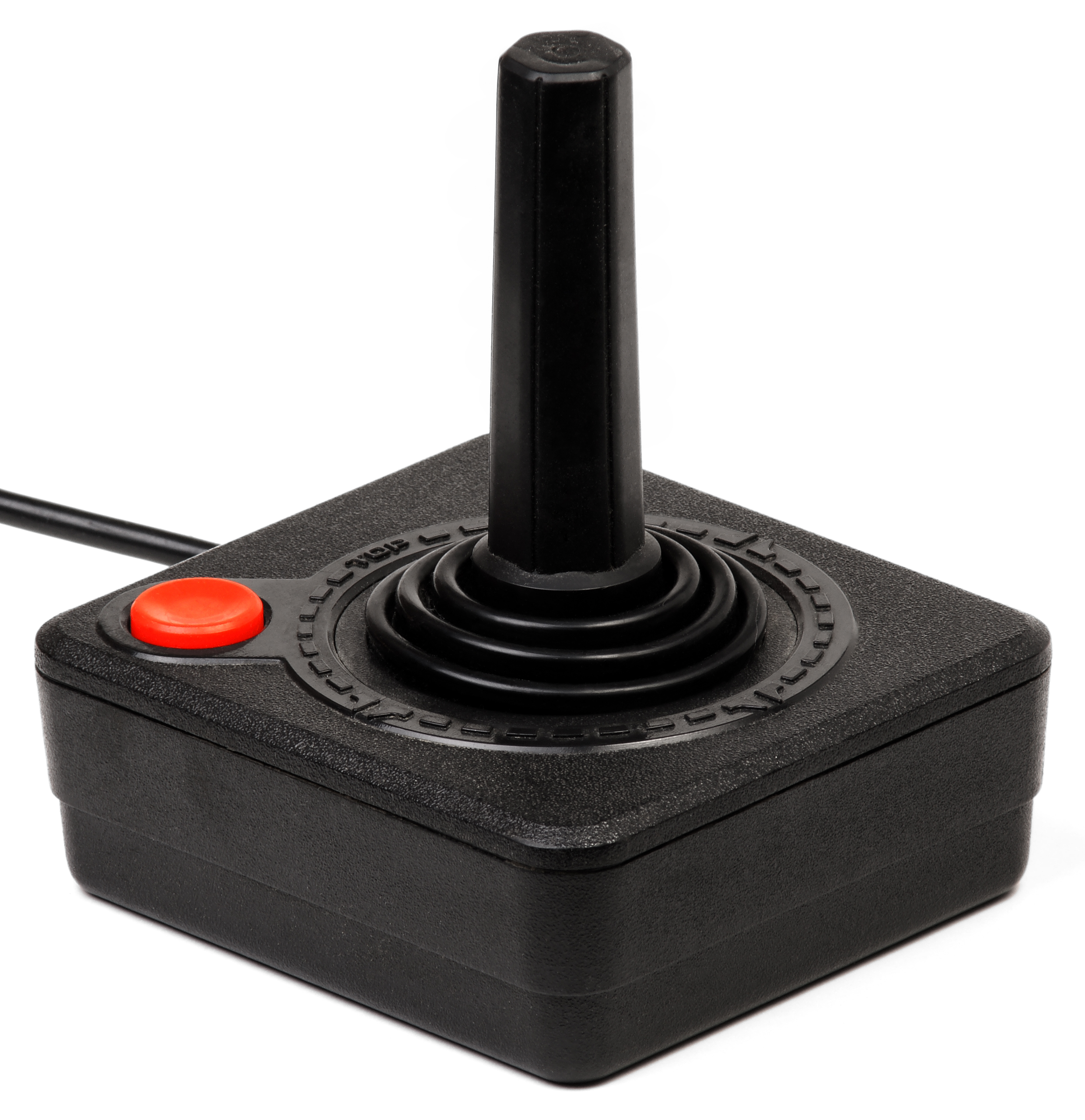
Джойстик для Atari 2600

Atari VCS, позже названная Atari 2600 — игровая приставка, разработанная и выпускавшаяся американской компанией Atari. Была выпущена в США 14 октября 1977 года и стала наиболее популярной игровой приставкой конца 1970-х — начала 1980-х. Она стала первой успешной приставкой с играми на картриджах. В 1980-х в США слово «Atari» воспринималось как синоним «Atari 2600». Модель обычно поставлялась с двумя джойстиками либо двумя paddle-контроллерами и одной игрой — сначала это была Combat, а затем Pac-Man.

## Архитектура
В качестве центрального процессора использовался MOS Technology 6507, упрощённая версия 6502, работающая на частоте 1,19 МГц. Хотя кристаллы микропроцессоров были идентичны, 6507 был дешевле чем 6502, потому что его корпус содержал меньшее количество адресных выводов — 13 вместо 16. Уменьшенное количество выводов было важным фактором для уменьшения общей стоимости системы, а так как оперативная память в те времена была очень дорогой, даже 8 Кбайт максимально адресуемой памяти никогда не планировалось использовать.
Разработчики Atari 2600 выбрали недорогой интерфейс картриджей с 12 линиями, что снизило ёмкость картриджа до 4 килобайт. Более поздние игры обходили это ограничение через переключение банков. Максимально поддерживаемый размер картриджей был 32 Кбайт.
Графикой, звуковыми эффектами и чтением данных с игровых контроллеров в приставке занимался специализированный чип TIA (Television Interface Adaptor). Чип был спроектирован так, чтобы максимально уменьшить количество необходимой оперативной памяти.
Консоль имела только 128 байт оперативной памяти, которая включала в себя стек и всё состояние игрового мира. Графика позволяла 192 видимых строки (на NTSC), при этом горизонтальное разрешение переменное. Роль кадрового буфера играл 20-битный регистр, который вмещал половину строки игрового поля (вторая половина, по выбору программиста, рисовалась повтором или зеркально; то есть горизонтальное разрешение фона 40 пикселей). Кроме того, были два 8-пиксельных спрайта (их можно увеличить или размножить), две одноцветных «ракеты» в 1/2/4/8 пикселей шириной и «мяч» в 1/2/4/8 пикселей, они имели более высокое разрешение — до 160 пикселей на строку. Всё это надлежало собирать и записывать в регистры видеоконтроллера каждую строку, во время сигнала горизонтального гашения. После прохождения последней активной строки начинался кадровый гасящий импульс, в течение которого игра могла поработать над собственной логикой — среагировать на управление и пересчитать новое положение игровых объектов. Времени на реакцию было очень мало, и любая ошибка в тайминге приводила к визуальным артефактам на экране. Эта проблема называлась «гонка за лучом».
Если не принимать никаких мер, в одной строке могли стоять 4 цвета — два на игровое поле (один из них дублировался как цвет мяча) и по одному на спрайты (эти же цвета были цветами ракет). Существовали и обходы этого ограничения (например, Q*bert).
Из-за такого поведения под NTSC, PAL и SECAM требовались разные игры: 60 Гц × 192 строки в NTSC и 50 Гц × 242 строки в PAL/SECAM. На NTSC была доступна палитра из 128 цветов, на PAL — 104, на SECAM — 8.
Такая видеосистема была гибкой, но сложной в программировании. Одно из достоинств 2600 над конкурентами, такими как ColecoVision, была возможность изменения настроек по ходу прорисовки. Например, хотя каждый спрайт мог иметь только один цвет, между строками этот цвет можно менять. Если двух аппаратных спрайтов было недостаточно, разработчики могли сделать спрайт общим для нескольких объектов (например, привидения в Pac-Man) или нарисовать программные спрайты, что было лишь чуть сложнее, чем прорисовка игрового поля. Так, в игре Pitfall! качающаяся верёвка сделана из мяча, а второй спрайт шёл как на брёвна, так и на скорпиона.
Звуком занимались два независимых тоно-/шумогенератора. Набор доступных частот ограничен: частота 30 кГц делилась на 1…31. Гармоничную музыку из этого сделать крайне сложно, но всё-таки это был неплохой неотталкивающий звук, намного превосходящий звук встроенных динамиков.

## История

### Разработка
В 1975 году Atari приобретает исследовательскую компанию Cyan Engineering с целью разработки игровых систем нового поколения. Некоторое время велась работа по созданию прототипа, известного под именем «Stella» (так назывался велосипед одного из инженеров). В отличие от систем предыдущих поколений, содержащих несколько игр, запрограммированных в виде набора логических элементов, ядро Stella было настоящим центральным процессором, в качестве которого использовался MOS Technology 6502 в удешевлённой версии, известной как 6507. Он был связан с чипом памяти и ввода-вывода MOS Technology 6532 а также с видео- и звуковым чипом TIA (Television Interface Adaptor) собственной разработки. Кроме этих трёх чипов, первая версия машины содержала ещё один — стандартную микросхему буфера CMOS. Таким образом, количество чипов было очень небольшим и стоимость конструкции оставалась относительно низкой. В более поздних версиях приставки чип буфера был убран. Сначала использование картриджа не предполагалось, но, увидев подобие картриджа на другой системе, инженеры поняли, что они могут поместить игры на картридж, лишь добавив для него соединительное гнездо и упаковку.
В августе 1976 года Fairchild Semiconductor выпускает свою Video Entertainment System на основе микропроцессора. Stella ещё не готова к производству, но становится очевидным, что её нужно выпустить до того, как появится серия продуктов в стиле «я тоже» — как это случилось после выпуска PONG. У Atari просто не хватает денег быстро завершить разработку системы, поскольку продажи PONG уже сходят на нет. В итоге Нолан Бушнелл переходит в Warner Communications и продаёт им компанию за 28 миллионов долларов с обещанием, что Stella будет выпущена настолько быстро, насколько это возможно.
В 1977 коду консоль в очередной раз меняет название. Atari Video Computer System стала называться просто Atari 2600. Эту идею маркетологи подсмотрели у вышедшей ранее модели CX2600, которая продавалась за 199 долларов.
Ключевым вкладом в успех консоли стал наём Джея Майнера (Jay Miner), разработчика микросхем, которому удалось упростить схемотехнику таким образом, что TIA поместилась в один чип. После этого система была протестирована и была готова к выпуску. На момент выпуска в 1977 году, затраты на разработку консоли составили около 100 миллионов долларов.

### Начало продаж
Начальная цена приставки составила 199 долларов, к моменту запуска было готово 9 игр. В целях конкурентной игры с Fairchild VES, Atari назвала свою консоль Video Computer System (VCS). Спустя короткое время Fairchild переименовала VES в Channel F. Обе эти системы были втянуты в порочный круг снижения цен: клоны PONG, ставшие устаревшими с появлением этих новых и более мощных машин, стали распродаваться по бросовым ценам. Вскоре многие производители клонов покинули рынок. В 1977 году Atari продала всего 250 тыс. экземпляров VCS. В 1978 году из 800 тыс. произведённых машин было продано только 550 тысяч, что потребовало дополнительных финансовых вливаний от Warner, чтобы покрыть расходы. Это привело к разногласиям, в результате которых основатель Atari Нолан Бушнелл покинул компанию.
Постепенно публика поняла, что можно играть во что-то более интересное, чем PONG, а программисты научились выжимать из приставки максимум возможностей, и тогда к 2600 пришла популярность. К этому времени Fairchild покинула рынок, решив, что видеоигры стали прошедшей модой — и тем самым отдав весь растущий рынок Atari. В 1979 году Atari 2600 стала лучше всего продаваемым рождественским подарком (и приставкой), в основном, благодаря своим исключительным качествам, и в этот год было продано около миллиона консолей.
Затем Atari лицензировала у Taito триумфальную аркаду Space Invaders, и это значительно увеличило популярность устройства; после того, как игра была выпущена в мае 1980 года, продажи удвоились и составили 2 миллиона экземпляров в год. 2600 и её картриджи стали основой двухмиллиардного дохода Atari в 1980 году. Продажи удваивались ещё два следующих года и в 1982 году составили почти 8 миллионов устройств.
В этот период Atari расширила линейку продуктов двумя моделями, совместимыми с 2600. Была разработана Atari 2700 — беспроводная версия консоли, которая так никогда и не была выпущена из-за ошибки проектирования. В начале 1983 года была также разработана модель Atari 2800 для продажи на японском рынке, но там она испытывала конкуренцию со стороны Nintendo Famicom.

### Закат
В течение этого периода Atari продолжала расти, до тех пор, пока отдел исследований и разработок компании не стал крупнейшим в Кремниевой долине. Большая часть бюджета, отведённого на разработки, тратилась на проекты, которые выглядели совсем не подходящими для компании, выпускающей видеоигры; многие из этих проектов так и не увидели свет. Тем временем, несколько попыток создания новых моделей игровых приставок не удались по тем или иным причинам. Тем не менее, продажи моделей домашних компьютеров — семейства 8-разрядных Atari — были неплохими, если не сказать впечатляющими. Warner была более чем счастлива, поскольку продажам 2600 не было видно конца, и Atari приносила более половины доходов компании.
Тем временем, внутри компании нарастало недовольство программистов, создавших в Atari множество хитовых игр. Например, Рик Мауер (Rick Mauer), создатель Space Invaders для Atari 2600, не получил никакой славы и лишь 11 тысяч долларов в качестве гонорара, в то время как картриджи с этой игрой принесли порядка 100 миллионов долларов. Уоррен Робинетт (Warren Robinett), ведущий программист игры Adventure, в знак протеста против политики анонимности, принятой в компании, спрятал своё имя в игре в скрытой комнате. Многие из программистов покинули компанию и основали свои независимые компании по разработке игр. Наиболее известной и долгоживущей из таких компаний стала Activision, основанная в 1980 году, игры которой быстро стали более популярными, чем игры самой Atari. Atari пыталась блокировать разработку сторонних игр через суд, но потерпела неудачу, после чего на рынок вышли такие издатели как Imagic и Coleco. Atari пострадала от судебных исков, после того как компания Mystique выпустила для 2600 несколько порнографических игр. Наиболее известная из них — Custer's Revenge — стала причиной протестов от лица женщин и индейцев. За выпуск этой игры Atari привлекала Mystique к суду.
В 1983 году из-за агрессивной ценовой политики компаний, выпускающих дешёвые домашние компьютеры (Commodore), рынок видеоконсолей катастрофически сокращался — наступал кризис индустрии видеоигр. Одновременно с этим ряд провалов в выпуске потенциальных игровых хитов окончательно ознаменовал закат Atari 2600.
После ухода Atari 2600 её место на рынке занимает Nintendo Entertainment System, у которой практически не было конкурентов.
В 1984 году компания Warner продаёт Atari корпорации Commodore Business Machines, которая практически сразу же ликвидирует убыточное игровое подразделение.

### Atari 2600 Jr.
В 1984 году свет увидела новая версия Atari 2600, известная как «Atari 2600 Jr.». Достоинства этой консоли: меньшая цена, компактность и новый дизайн схожий с Atari 7800. Переработанная Atari 2600, рекламировалась как бюджетная игровая система (цена меньше 50 долларов США). С выходом обновлённой консоли стали появляться и новые игры, как от самой Atari, так и от сторонних разработчиков (включая Activision, Absolute Entertainment, Froggo, Epyx, Palan, и Exus)
Консоль Atari 2600 Jr. продавали в Азии до 1990 года, а в США и Европе вплоть до 1991 года. Последней лицензионной игрой стала вышедшая в 1990 году KLAX. За всё время жизненного цикла консоли было продано свыше 30 миллионов единиц, а библиотека игр насчитывает более 900 наименований. Прекращение официальной поддержки Atari 2600 со стороны Atari Corp. состоялось 1 января 1992 года, что делает её самой долгоживущей консолью в истории видеоигр — 14 лет, 2 месяца.

### Atari 2600+
17 ноября 2023 года в продажу в США поступил перевыпуск оригинальной Atari 2600.
В приставке появились HDMI и USB Type-C порты для подключения к современным телевизорам. Были также усовершенствованы технические характеристики, появилась поддержка картриджей для Atari 7800.

## Игры
Игры, доступные при запуске продаж в США, 11 сентября 1977 года:
- Air-Sea Battle
- Basic Math
- Blackjack
- Combat
- Indy 500
- Star Ship
- Street Racer
- Surround
- Video Olympics

Двадцать наиболее продаваемых игр для Atari 2600:
- Pac-Man — Atari (1982)
- Pitfall! — Activision (1982)
- Asteroids — Atari (1981)
- Missle Command — Atari (1981)
- Space Invaders — Atari (1980)
- Frogger — Parker Bros. (1982)
- Demon Attack — Imagic (1982)
- E.T. the Extra-Terrestrial — Atari (1982)
- Ms. Pac-Man — Atari (1983)
- Dig Dug — Atari (1983)
- River Raid — Activision (1982)
- Mario Bros. — Atari (1983)
- Donkey Kong — Coleco (1982)
- Centipede — Atari (1982)
- Pitfall II: Lost Caverns — Activision (1984)
- Adventure — Atari (1980)
- Atlantis — Imagic (1982)
- Combat — Atari (1977)
- Pole Position — Atari (1983)
- Kaboom! — Activision (1981)

Последние игры:
- В Северной Америке — MotoRodeo (1990)
- В Европе Acid Drop (1992)

## «Atari 2600 isn’t dead»
Даже после того, как Atari перестала существовать, выпускаются любительские игры для этой приставки, существует большое количество эмуляторов. Одним из символов заката Atari 2600 была крайне некачественная версия Pac-Man — любители на 4-килобайтном картридже полностью повторили геймплей и даже исключили мигание, если в одной строке всего два спрайта, а на нестандартном 8-килобайтном — добавили весёлые видеовставки.

### Эмуляторы

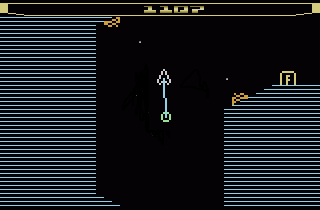
Любительская игра Thrust (2000 год)

Большое число эмуляторов Atari 2600 находится в свободном доступе.
Эмуляторы Atari 2600 доступны для большинства операционных систем, а точность эмуляции консоли многих из них очень высока. Несмотря на относительную простоту, Atari 2600 довольно непросто эмулировать. Хотя для эмуляции и не требуется большой вычислительной мощности, довольно сложно создать точный эмулятор. Например, ввиду отсутствия кадрового буфера эмулятор Atari 2600 вынужден эмулировать не только консоль, но и вывод на телевизионный экран. Из-за большого срока жизни приставки многие игры используют её недокументированные возможности и даже ошибки аппаратуры и встроенного ПО для того, чтобы выжать из системы всё, на что она способна, делая при этом такие вещи, которые бы показались разработчикам приставки невозможными (например, звёздное небо в игре Cosmic Ark). Таким образом, программисту качественного эмулятора необходимо учесть недокументированные возможности и ошибки системы, а для реализации эмулятора может понадобиться значительное время.
Наиболее популярные эмуляторы Atari 2600:
- Stella — популярный многоплатформенный эмулятор с открытым исходным кодом. В частности, он работает под Microsoft Windows, Mac OS X и GNU/Linux[15];
- z26 — другой эмулятор с открытым исходным кодом, настраиваемый и многоплатформенный. Поддерживает Windows , MS-DOS и GNU/Linux[16];
- PC Atari Emulator — простой в использовании, очень быстрый и популярный эмулятор. Работает под Windows и MS-DOS. Достаточно проработан, чтобы эмулировать звёздное небо в игре Cosmic Ark.

## Интересные факты
- В августе 1997 года был снят двухсерийный документальный фильм Stella at 20: An Atari 2600 Retrospective, в котором основатели Atari, разработчики проекта Stella и разработчики игр обсуждают Atari 2600 от её истоков и до заката[17].
- Существовал пиратский аналог данной консоли, изготовленный на Тайване, под названием «Rambo TV Game». Аналог обычно имел встроенных 365 игр (хотя мог иметь и иное их количество, но не менее тридцати двух), закрытую дверцу для картриджей, и чуть менее отличающиеся джойстики. Органы управления аналога могли отличаться от оригинала, например, на месте переключателя ТВ-каналов выхода, мог находиться переключатель банков памяти[18] или муляж, если аналог имел не более 32 игр. Аналог был полностью совместим с 2600[19].